# 日本マンガフィルム研究所
日本マンガフィルム研究所（にほんマンガフィルムけんきゅうじょ、1933年 - 1943年）は、かつて存在した日本のアニメーション映画の製作会社である。製作したアニメーションはいずれもトーキーであった。

## 略歴・概要
1933年（昭和8年）、京都の政岡憲三による政岡映画美術研究所を退社した瀬尾光世が設立した。同年11月11日、第1回作品『お猿三吉 防空戦の巻』が東和商事映画部（現在の東宝東和）の配給で公開された。
1935年（昭和10年）には瀬尾は瀬尾発声漫画研究所を設立、アニメーション映画『のらくろ二等兵』および『のらくろ一等兵』を発表している。瀬尾の脱退後、製作が途絶える。
1941年（昭和16年）、大正末年からアニメーションの研究・製作を始めていた岩松洋行の高松豊次郎がプロデュースし、製作を再開する。瀬尾が始めた「お猿三吉」シリーズは、横浜シネマ商会から日本マンガフィルム研究所に移籍したアニメーター・片岡芳太郎が継承した。1943年（昭和18年）7月1日に公開された『お猿三吉 鬪ふ潜水艦』は、監督に片岡のほか、マキノ東京派ことタカマツ・アズマプロダクションの山根幹人が共同監督として名を連ねている。
同年の『お猿三吉 奮戦記』を最後に、1944年（昭和19年）以降の同社の消息は不詳である。『古寺のおばけ騒動』は近年発見され、2008年（平成20年）4月24日、5月11日の両日、東京国立近代美術館フィルムセンターで上映された。

## フィルモグラフィ
- 『お猿三吉 坊空戦の巻』、監督瀬尾光世・川口長八、東和商事映画部、1933年11月11日
- 『お猿の三吉 突撃隊の巻』、監督瀬尾光世、東和商事映画部、1934年3月24日 - プリント現存
- 『元禄恋模様 三吉とおさよ』、監督瀬尾光世、東和商事映画部、1934年6月23日 - プリント現存
- 『塙団右衛門化物退治の巻』、監督魔須多和弘、作画監督片岡芳太郎、1935年 - プリント現存
- 『お猿三吉 おい等の艦隊』、監督瀬尾光世、東和商事映画部、1936年
- 『古寺のおばけ騒動』、監督・作画・撮影鈴木宏昌、1936年 - プリント現存
- 『お猿三吉 ぼくらの海兵団』、製作高松豊次郎、監督片岡芳太郎、1941年 - プリント現存
- 『お猿の三吉 防空戦』、監督片岡芳太郎、1942年 - プリント現存
- 『お猿三吉 鬪ふ潜水艦』、製作高松豊次郎、監督片岡芳太郎・山根幹人、白系、1943年7月1日 - プリント現存
- 『お猿三吉 奮戦記』、監督片岡芳太郎、1943年 - プリント現存
- 『お猿三吉 大爆撃二萬キロ』、不明、1943年 - 未成（カラー作品として製作予定）

## 註
1. 1 2  東京国立近代美術館フィルムセンター公式サイト内の「日本アニメーション映画史」（2004年7月6日 - 8月29日）の記述を参照。
2. ↑  東京国立近代美術館フィルムセンター公式サイト内の「発掘された映画たち2008 発掘されたアニメーション映画」の記述を参照。